# Leucobryum strictum
Leucobryum strictum là một loài rêu trong họ Dicranaceae. Loài này được Müll. Hal. ex E. Britton mô tả khoa học đầu tiên năm 1896.